# Colli Bolognesi Bianco
Le Colli Bolognesi Bianco est un vin blanc (souvent effervescent) italien de la région Émilie-Romagne doté d'une appellation DOC depuis le 29 mai 1975. Seuls ont droit à la DOC les vins récoltés à l'intérieur de l'aire de production définie par le décret.

## Aire de l'appellation
Les  vignobles autorisés en province de Bologne et en province de Modène dans les communes de Monteveglio, Castello di Serravalle, Monte San Pietro, Sasso Marconi, Savigno, Marzabotto, Pianoro, Bazzano, Crespellano, Casalecchio di Reno, Bologne, San Lazzaro di Savena, Zola Predosa, Monterenzio et en partie dans la commune de Savignano sul Panaro. La superficie plantée en vigne est de 624 hectares.

## Caractéristiques organoleptiques
- couleur : jaune paille plus ou moins clair
- odeur : vineux, typique et caractéristique
- saveur : sèche ou demi-sec, harmonique, souvent vif

Le Colli Bolognesi Bianco se déguste à une température de 7 à 9 °C. Le vin peut vieillir 1 ans

## Production
Province, saison, volume en hectolitres :
- Bologna  (1990/91)  5132,0
- Bologna  (1991/92)  4122,09
- Bologna  (1992/93)  6432,59
- Bologna  (1993/94)  4889,23
- Bologna  (1994/95)  3622,76
- Bologna  (1995/96)  2849,27
- Bologna  (1996/97)  3262,08
- Modena  (1990/91)  30,8
- Modena  (1991/92)  10,36
- Modena  (1992/93)  44,24
- Modena  (1993/94)  14,49
- Modena  (1994/95)  18,27
- Modena  (1995/96)  57,82
- Modena  (1996/97)  8,33